# Hall XP2H
El Hall XP2H fue un prototipo estadounidense de hidrocanoa biplano de cuatro motores de los años 30 del siglo xx. Concebido como avión de patrulla marítima experimental de muy largo alcance, se construyó un solo ejemplar. El XP2H-1 fue el mayor biplano de cuatro motores adquirido por la Armada estadounidense.

## Diseño y desarrollo
En 1930, la Armada estadounidense encargó un único ejemplar de un gran hidrocanoa a la Hall-Aluminum Aircraft Corporation, para cubrir un requerimiento de un avión de patrulla de muy largo alcance. El diseño resultante, designado XP2H-1, era un biplano de cuatro motores con casco totalmente de aluminio, sobreescalado desde el más pequeño hidrocanoa PH, que acomodaba a seis tripulantes. Las alas eran de construcción en aluminio recubiertas de tela y con forma trapezoidal. Los motores V12 Curtiss V-1570 Conqueror refrigerados por agua estaban montados en parejas tractora-propulsoras en tándem entre las alas, en góndolas unidas  a las alas inferiores.
El XP2H-1 voló por primera vez el 15 de noviembre de 1932 y fue extensamente probado, mostrando unas excelentes prestaciones, siendo 18 km/h más rápido de lo previsto. Era posible volar a velocidad de crucero con dos motores para extender el alcance y, en 1935, fue utilizado para llevar a cabo un vuelo sin escalas entre Norfolk, Virginia y Coco Solo, Zona del Canal de Panamá. El XP2H-1 tardó 25 horas y 15 minutos en volar la distancia de 3219 km entre estas dos localidades. Resultó destruido más tarde aquel mismo año tratando de amerizar en mar abierto. No se construyeron más P2H, equipando la Armada estadounidense a sus escuadrones de patrulla con hidrocanoas más pequeños como el Consolidated P2Y.

## Operadores
Estados Unidos
- Armada de los Estados Unidos

## Especificaciones
Referencia datos: General Dynamic Aircraft and their Predecessors

### Características generales
- Tripulación: Seis
- Longitud: 19,7 m (64,5 ft)
- Envergadura: 34,1 m (112 ft)
- Altura: 7,8 m (25,5 ft)
- Superficie alar: 254,7 m² (2741,6 ft²)
- Perfil alar: raíz: Clark Y 10,7-15,99%; punta: Clark Y 11,7%[7]
- Peso vacío: 9464 kg (20 858,7 lb)
- Peso cargado: 16 054 kg (35 383 lb)
- Peso máximo al despegue: 19 138 kg (42 180,2 lb)
- Planta motriz: 4× motor lineal V12 refrigerado por líquido Curtiss V-1570-54 Conqueror.
  - Potencia: 450 kW (620 HP; 612 CV) cada uno.
- Hélices: Tractoras y propulsoras tripala

### Rendimiento
- Velocidad máxima operativa (Vno): 230 km/h (143 MPH; 124 kt)
- Velocidad crucero (Vc): 190 km/h (118 MPH; 103 kt)
- Alcance: 3460 km (1868 nmi; 2150 mi)
- Alcance en ferry: 5390 km
- Techo de vuelo: 3300 m (10 827 ft)
- Tiempo a altitud: 8 min 42 s a 1524 m (5000 pies)

### Armamento
- Ametralladoras: 

  - 5x Browning de 7,62 mm en montajes flexibles
- Bombas: 907 kg

## Aeronaves relacionadas

### Desarrollos relacionados
- Hall PH

### Aeronaves similares
- Boeing XPB
- Short Singapore
- Short Sarafand

### Secuencias de designación
- Secuencia P_H (Aviones de Patrulla de la Armada estadounidense, 1922-1962 (Hall, 1928-1937)): PH - P2H